# كارولين ليجراند
كارولين ليجراند (بالفرنسية: Caroline Legrand)‏ هي مغنية فرنسية، ولدت في 18 مارس 1968.

## وصلات خارجية
- كارولين ليجراند على موقع ميوزك برينز (الإنجليزية)
- كارولين ليجراند على موقع ديسكوغز (الإنجليزية)